# Сергей Тодоров
Сергей Тодоров Николчев е български политик.

## Биография
Роден е на 10 януари 1896 година в сливенското село Жеравна. Учи във Варна, а след това започва да работи като телеграфист. Взема участие в Първата световна война. През 1918 година става член на БКП, а на следващата година участва в Железопътната стачка, за което е осъден на три години затвор. През 1923 година участва в подготовката на Септемврийското въстание, а по време на Априлските събития е осъден на смърт. Освободен е през 1932 година. През 1934 след Деветнадесетомайският преврат е интерниран в Айтос.
След преврата от 9 септември 1944 година застава начело на варненската окръжна телеграфска и пощенска станция. В периода 1951 – 1956 е кмет на град Варна. След това започва да работи в радио Варна.
Умира на 17 юни 1974 година.